# Alain Fogué
Alain Fogué de son nom complet Alain Fogué Tedom est un professeur d'université, enseignant de science politique, homme politique camerounais et conseiller de Maurice Kamto. 
Il est arrêté et incarcéré depuis 4 ans, 10 mois et 9 jours dans le cadre des marches du 22 septembre 2020 au Cameroun, il est transféré et séjourne à la prison centrale de Kondengui.

## Biographie

### Carrière
Il enseigne dans plusieurs établissements universitaires,. Il est maître de conférences (professeur) en relations internationales et stratégiques, option défense.
Il a été membre du corps enseignant de l'École de Guerre de Yaoundé.

### Engagement politique
Début 2011, Alain Fogué a  été convoqué et interrogé pendant plusieurs heures par les services de sécurité, après la parution dans la presse d’une lettre ouverte demandant au chef de l’État de ne pas briguer un nouveau mandat présidentiel,. 
Il est membre du MRC et trésorier national de ce parti. À la suite de la marche du 22 septembre, il est appréhendé et incarcéré. Le 30 juillet 2025, il envoie une lettre ouverte à Paul Biya. 

### Arrestation lors des marches du 22 septembre 2020 (4 ans, 10 mois et 10 jours)
Accusé de tentative de révolution, il séjourne depuis 4 ans, 10 mois et 9 jours dans les geôles de l'administration camerounaise.

#### Déroulement
Alain Fogué se rapproche du quartier Santa Barbara à Yaoundé, près de la résidence de Maurice Kamto lorsqu'il est interpellé par les forces de l'ordre. 
Il est arrêté et incarcéré dans le cadre des marches du 22 septembre 2020 au Cameroun. Transféré du Secrétariat d'État à la Défense (gendarmerie), il séjourne à la prison centrale de Kondengui depuis le 03 novembre 2020 (4 ans, 8 mois et 28 jours).

#### Condamnation à 7 ans de prison
Lundi 27 décembre, alors que les yeux sont rivés sur la Coupe d'Afrique des nations de football 2021 commençant le 9 janvier 2022, Alain Fogué fait partie de la cinquantaine d’opposants camerounais condamnés pour « insurrection », « rébellion » ou « atteinte à la sûreté de l’État ».
Le tribunal militaire de Yaoundé, présidée par le colonel Misse Njone Jacques Beaudoin, a également prononcé la condamnation de près de cinquante autres militants du MRC. Ils avaient été arrêtés à la suite de la manifestation du 22 septembre 2020. Les peines vont d'une à six années d’emprisonnement.
Aucun des accusés, ni leurs avocats ne s'est rendu au procès ; choisissant de contester la compétence du tribunal,.

### Œuvre
Il est auteur de plusieurs livres :
- Géostratégie Américaine en Afrique ;
- Enjeux géostratégiques et conflits politiques en...